# Melanoplus beameri
Melanoplus beameri är en insektsart som beskrevs av Morgan Hebard 1932. Melanoplus beameri ingår i släktet Melanoplus och familjen gräshoppor. Inga underarter finns listade i Catalogue of Life.